# Zeilen op de Olympische Zomerspelen 1984
Zeilen is een van de sporten die beoefend werden tijdens de Olympische Zomerspelen 1984 in Los Angeles. De zeilwedstrijden werden gehouden in Long Beach, Californië.
Er werd in zeven klassen om de medailles gestreden, drie alleen voor mannen en vier open klassen. Het plankzeilen (windsurfen) voor mannen stond op deze Spelen voor het eerst op het programma. Er vonden geen zeilwedstrijden voor alleen vrouwen plaats, maar wel werd bij het plankzeilen demonstratiewedstrijden voor vrouwen gehouden.
Voor Nederland behaalde Stephan van den Berg een gouden medaille bij het windsurfen. België behaalde op deze Spelen geen medailles bij het zeilen.

## Mannen

### Windglider
| rang   | sporter              | land             |
| ------ | -------------------- | ---------------- |
| Goud   | Stephan van den Berg | Nederland        |
| Zilver | Randell Scott Steele | Verenigde Staten |
| Brons  | Bruce Kendall        | Nieuw-Zeeland    |

### Finn klasse
| rang   | sporter        | land             |
| ------ | -------------- | ---------------- |
| Goud   | Russell Coutts | Nieuw-Zeeland    |
| Zilver | John Bertrand  | Verenigde Staten |
| Brons  | Terry Neilson  | Canada           |

### 470 klasse
| rang   | sporter                                | land             |
| ------ | -------------------------------------- | ---------------- |
| Goud   | Luis Doreste/Roberto Molina            | Spanje           |
| Zilver | Stephan Benjamin/Christopher Steinfeld | Verenigde Staten |
| Brons  | Thierry Peponnet/Luc Pillot            | Frankrijk        |

## Open Klassen

### Flying Dutchman
| rang   | sporter                            | land             |
| ------ | ---------------------------------- | ---------------- |
| Goud   | Jonathan McKee/William Carl Buchan | Verenigde Staten |
| Zilver | Terry McLaughlin/Evert Bastet      | Canada           |
| Brons  | Jonathan Richards/Peter Allam      | Groot-Brittannië |

### Star klasse
| rang   | sporter                             | land             |
| ------ | ----------------------------------- | ---------------- |
| Goud   | William Earl Buchan/Steven Erickson | Verenigde Staten |
| Zilver | Joachim Griese/Michael Marcour      | Frankrijk        |
| Brons  | Giorgo Gorla/Alfio Peraboni         | Italië           |

### Tornado klasse
| rang   | sporter                    | land             |
| ------ | -------------------------- | ---------------- |
| Goud   | Rex Sellers/Chris Timms    | Nieuw-Zeeland    |
| Zilver | Randy Smyth/Jay Glaser     | Verenigde Staten |
| Brons  | Chris Caims/Scott Anderson | Australië        |

### Soling klasse
| rang   | sporter                                       | land             |
| ------ | --------------------------------------------- | ---------------- |
| Goud   | Robert Haines/Edward Trevelyan/Roderick Davis | Verenigde Staten |
| Zilver | Torben Grael/Daniel Adler/Ronaldo Senfft      | Brazilië         |
| Brons  | Hans-Marius Fogh/John Kerr/Steve Calder       | Canada           |

## Medaillespiegel
| rang   | land                     | goud | zilver | brons | total |
| ------ | ------------------------ | ---- | ------ | ----- | ----- |
| 1      | Verenigde Staten         | 3    | 4      | 0     | 7     |
| 2      | Nieuw-Zeeland            | 2    | 0      | 1     | 3     |
| 3      | Nederland                | 1    | 0      | 0     | 1     |
| 3      | Spanje                   | 1    | 0      | 0     | 1     |
| 5      | Canada                   | 0    | 1      | 2     | 3     |
| 6      | Brazilië                 | 0    | 1      | 0     | 1     |
| 6      | Bondsrepubliek Duitsland | 0    | 1      | 0     | 1     |
| 8      | Australië                | 0    | 0      | 1     | 1     |
| 8      | Frankrijk                | 0    | 0      | 1     | 1     |
| 8      | Italië                   | 0    | 0      | 1     | 1     |
| 8      | Groot-Brittannië         | 0    | 0      | 1     | 1     |
| totaal | totaal                   | 7    | 7      | 7     | 21    |

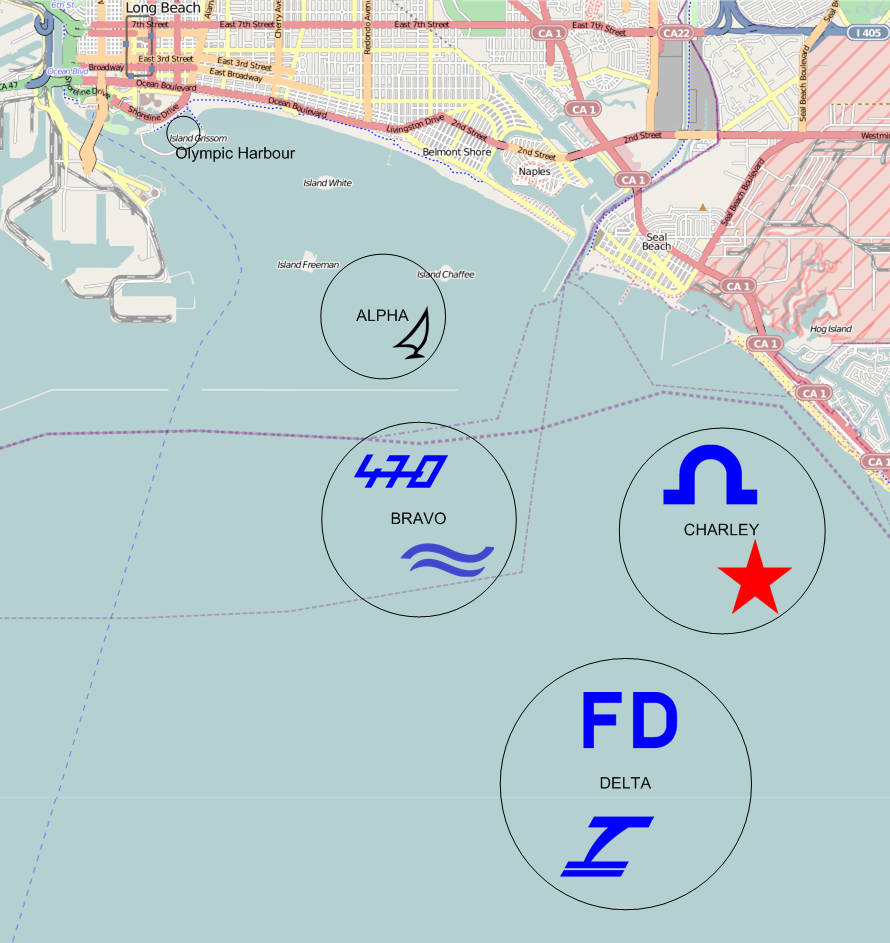
Wedstrijdgebieden
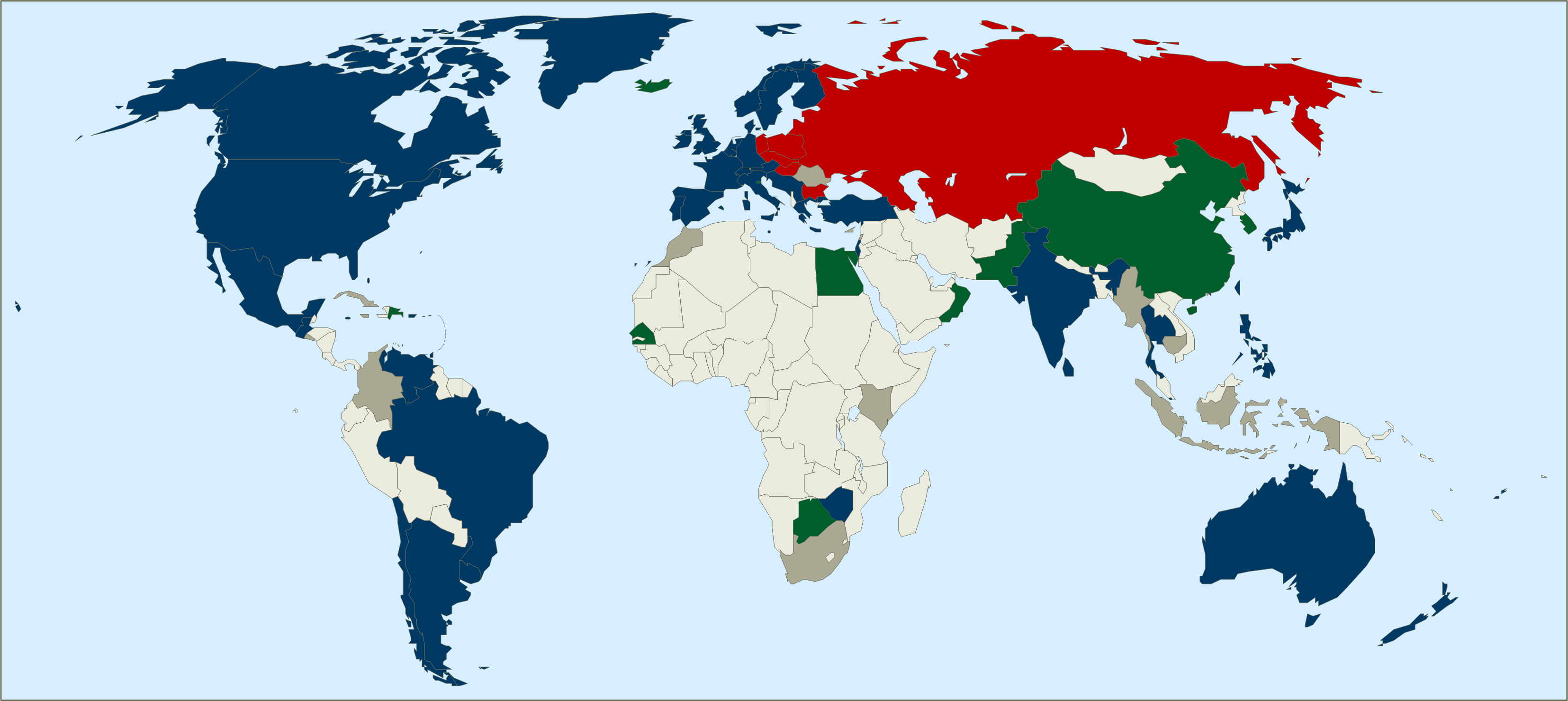
Deelnemende landen
Olympische klassen in 1984

Athene 1896 · 
Parijs 1900 · 
St. Louis 1904 · 
Londen 1908 · 
Stockholm 1912 · 
Antwerpen 1920 · 
Parijs 1924 · 
Amsterdam 1928 · 
Los Angeles 1932 · 
Berlijn 1936 · 
Londen 1948 · 
Helsinki 1952 · 
Melbourne 1956 · 
Rome 1960 · 
Tokio 1964 · 
Mexico-stad 1968 · 
München 1972 · 
Montréal 1976 · 
Moskou 1980 · 
Los Angeles 1984 · 
Seoel 1988 · 
Barcelona 1992 · 
Atlanta 1996 · 
Sydney 2000 · 
Athene 2004 · 
Peking 2008 · 
Londen 2012 · 
Rio de Janeiro 2016 · 
Tokio 2020 · 
Parijs 2024 · 
Los Angeles 2028

Medaillewinnaars
Atletiek · Basketbal · Boksen · Boogschieten · Gewichtheffen · Gymnastiek · Handbal · Hockey · Honkbal (demonstratie) · Judo · Kanovaren · Moderne vijfkamp · Paardensport · Roeien · Schermen · Schietsport · Schoonspringen · Synchroonzwemmen · Tennis (demonstratie) · Voetbal · Volleybal · Waterpolo · Wielersport · Worstelen · Zeilen · Zwemmen